# Brian Bates (cầu thủ bóng đá)
Brian Frederick Bates (sinh ngày 4 tháng 12 năm 1944) là một cựu cầu thủ bóng đá người Anh thi đấu ở vị trí Tiền vệ chạy cánh.

## Sự nghiệp
Sinh ra ở Beeston, Bates thi đấu cho Loughborough College, Notts County, Mansfield Town và Boston United.